# Manpuku-ji

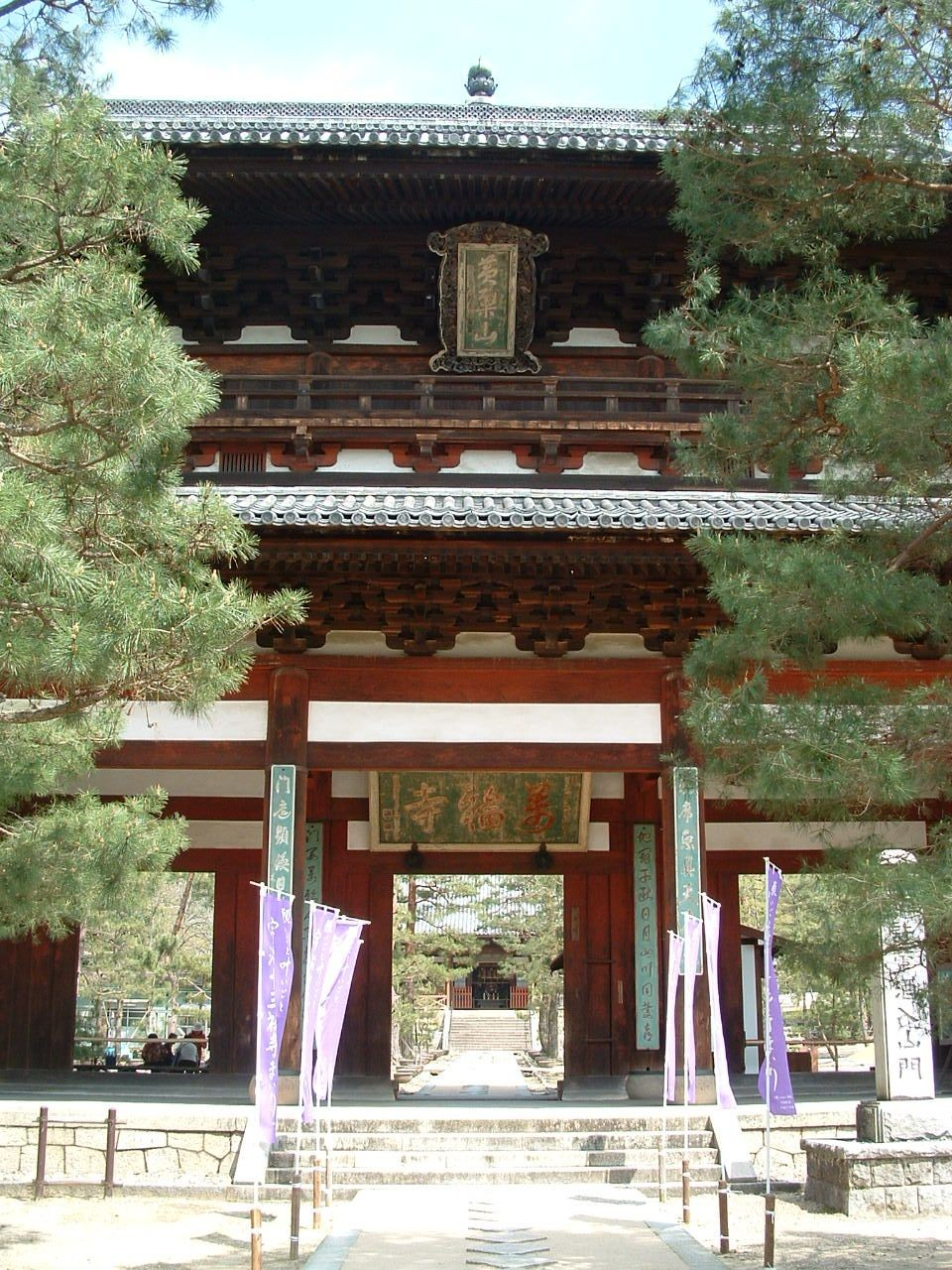
Porte du sanctuaire.

Ōbaku-san Manpuku-ji (黄檗山萬福寺, « temple Manpuku sur le mont Ōbaku ») est un temple situé à Uji (Kyoto). C'est le temple principal de l'école du bouddhisme zen japonaise Ōbaku, école à laquelle sont rattachés quelque 460 temples au Japon. Il tient son nom du temple Wanfu à Fujian en Chine. La montagne sur laquelle il s'élève a aussi reçu son nom d'après le mont Huangbo où est situé le temple chinois.

## Histoire
Le temple est fondé en 1661 par le moine chinois Yinyuan Longqi (en) (Ingen, 1592-1673) et son disciple Mu-an (de). 
En 1664, le contrôle du temple passe aux mains de Muyan, après que de nombreux moines chinois se furent succédé comme prêtres en chef. À partir du quatorzième successeur, les abbés seront des Japonais.
- 21 mai 1673 (Enpō 1, 5e jour du 4e mois) : Yinyuan (Ingen) meurt au temple[1].

## Architecture

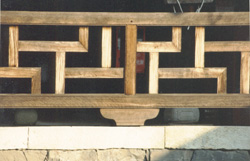
Balustrades dans le style.

Les structures du temple sont construites dans le style de la Chine Ming. 
La disposition des bâtiments suit également le style architectural de la dynastie Ming et représente l'image d'un dragon.

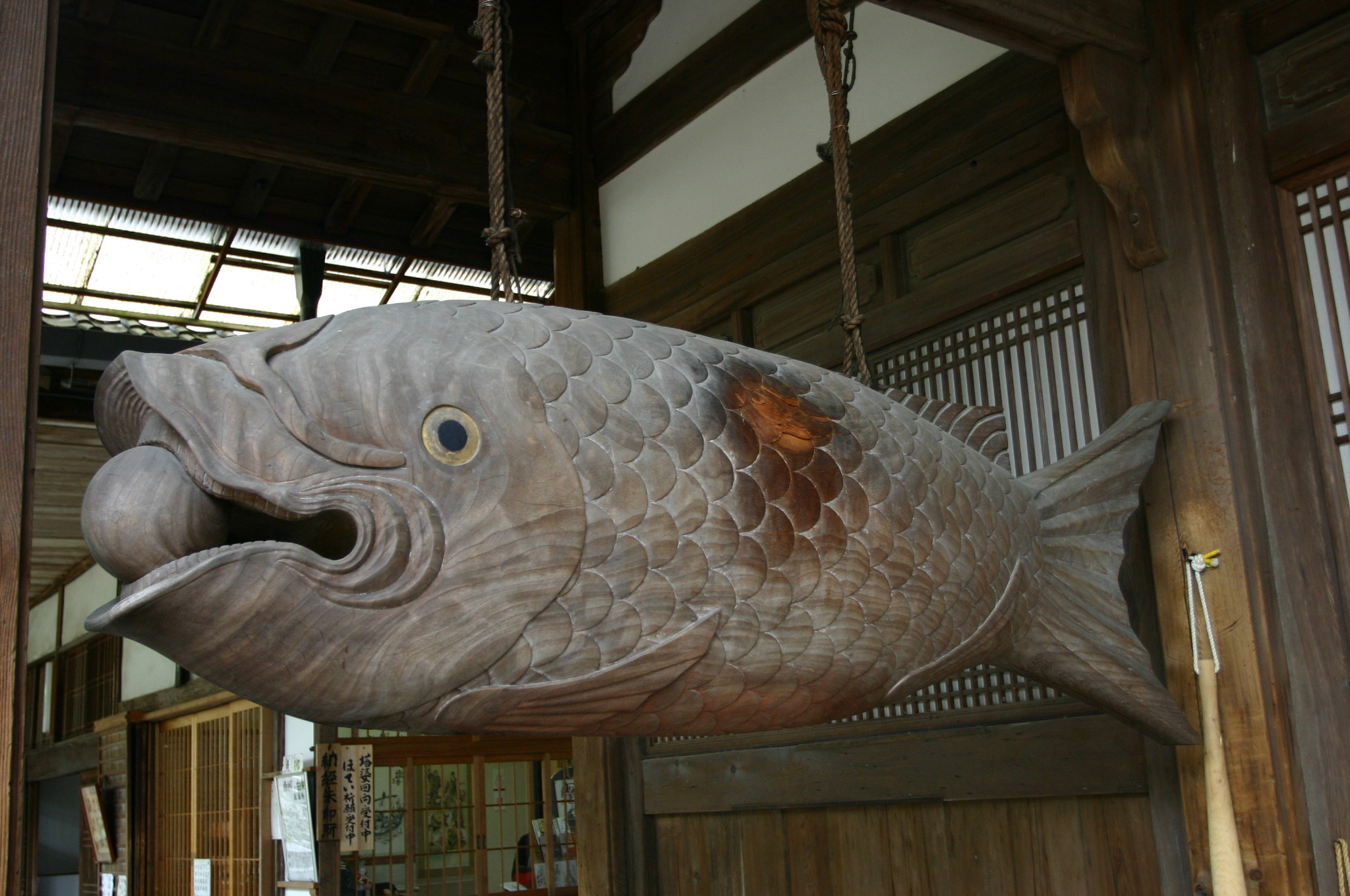
' (poisson en bois).

Le temple dispose d'un poisson de bois.

## Art
La maison du trésor du temple contient une collection complète de textes sacrés bouddhistes, achevée en 1678, et comprenant environ 60 000 blocs d'impression encore utilisés. La production des blocs d'impression a été financée par les dons recueillis à travers le pays pendant de nombreuses années.
La principale statue du temple représente Gautama Buddha assis. 
Le temple contient également des sculptures du sculpteur chinois connu sous le nom de Han Do-sei et des balustrades en treillis.

## Galerie d'images

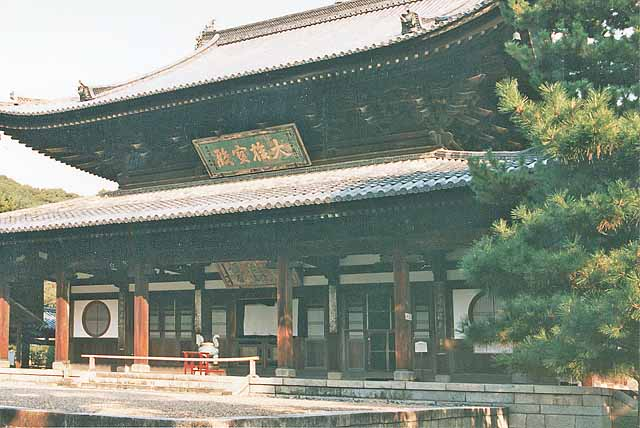
Porte.
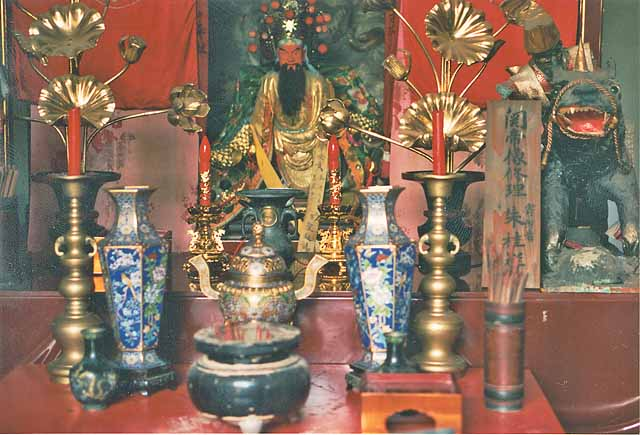
Autel dédié à Guan Yu.
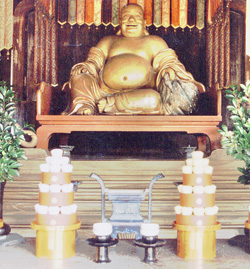
Statue de Hotei.